# 利奥·塞耶

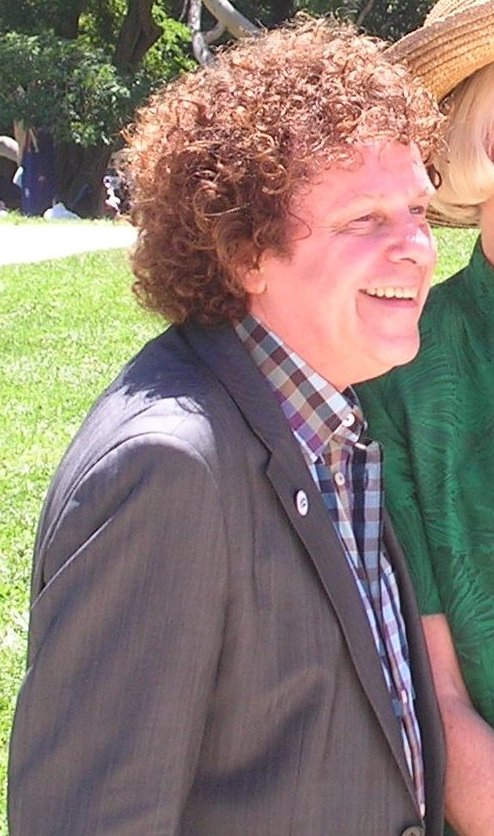
利奥·塞耶

杰拉德·休·“利奥”·塞耶（Gerard Hugh "Leo" Sayer，1948年5月21日—）是一位英裔澳大利亚歌手、词曲作家，塞耶于1970年代初在英国出道，在那十年里，他的单曲和专辑在大西洋两岸都很流行。塞耶的歌曲曾被其他音乐人和乐队翻唱。2009年起，他成为澳大利亚公民，定居澳大利亚。